# Łubnica (stacja kolejowa)
Łubnica – zlikwidowana wąskotorowa stacja kolejowa w Łubnicy, powiecie grodziskim, w województwie wielkopolskim, w Polsce. Stacja położona była na wąskotorowej linii kolejowej z Wielichowa do stacji Ujazd Wąskotorowy. Rozpoczynała się tutaj także krótka linia do Gradowic. Linia należała do Śmigielskiej Kolei Dojazdowej.